# 로스 에르마노스 아발로스

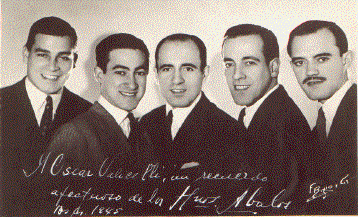

로스 에르마노스 아발로스(Los Hermanos Abalos)는 아르헨티나 폴크로레의 명문 그룹이다. 산티아고 델 에스테로 주의 나폴레옹 아발로스는 민요 연구가로 그의 아들들에게 노래와 춤을 가르쳤다. 이후 부에노스아이레스에 나온 아들들은 1943년에 다섯 형제가 힘을 합쳐 폴크로레를 연주하는 그룹을 결성해 연주활동 외에도 조사 연구와 창작에도 힘을 기울여 아르헨티나 민요의 부흥에 크게 기여하였다. 1951년 이후, 미국을 비롯한 각국으로 해외 연주여행을 다니기도 하였다. 소박하면서도 격조가 높은 폴크로레를 연주한 아발로스 형제는 정통적인 아르헨티나 민요의 전승자로 국내 뿐만 아니라 해외에서도 높은 평가를 받았다.